# Steve Lee
Steve Lee (* 5. August 1963 in Horgen als Stefan Alois Lee; † 5. Oktober 2010 bei Mesquite, Nevada, USA) war ein Schweizer Musiker und Leadsänger der Band Gotthard.

## Leben
Steve Lee, Sohn eines Briten und einer Schweizerin, wurde am 5. August 1963 in Horgen geboren. Später zog seine Familie ins Tessin, wo er den Beruf des Goldschmieds erlernte. Mit 12 Jahren kaufte er sich sein erstes Schlagzeug. Ab 1988 war er Schlagzeuger der Band forsale. 1990 gründete er zusammen mit Kollegen die Schweizer Rockband Krak, welche kurz darauf in Gotthard umbenannt wurde. Lee wechselte vom Schlagzeug zum Leadgesang der bis heute erfolgreichsten Band der Schweiz und galt als deren Aushängeschild. Bei Gotthard-Konzerten spielte er regelmäßig auch später noch Schlagzeugsoli.
Neben seiner Tätigkeit bei Gotthard sang Steve Lee zusammen mit Bo Katzman und John Brack eine Coverversion des Beatles-Songs With a Little Help from My Friends ein, die 1999 auf Platz 18 der Schweizer Single-Hitparade kam. Auch war er auf dem 2008 veröffentlichten Album 01011001 von Ayreon, dem Progressive-Rock-Projekt von Arjen Lucassen, als Gastsänger zu hören. 2009 sang er in der Tonhalle in Zürich bei Jon Lord in Classic. Für das Jahr 2011 war das erste Soloalbum geplant.
Lee sah sich selbst als „Rocker mit Anstand“ und war nie wegen grosser Skandale in der Presse; er war vielmehr ein gefragter Talkgast. Aufgrund seiner britischen Wurzeln, seinem Geburtsort im Kanton Zürich und seinem späteren Wohnort im Tessin sprach Steve Lee fließend Deutsch, Englisch, Italienisch und Französisch. Zudem war Lee auch karitativ engagiert und besuchte jedes Jahr mit seiner Harley-Davidson den Love Ride in Zürich. 
Steve Lee wohnte zuletzt in Porza bei Lugano und war mit Brigitte Voss-Balzarini, der Miss Schweiz des Jahres 1981, liiert.
Lee wurde bei den Swiss Music Awards 2011 posthum mit dem „Tribute Award“ ausgezeichnet.

## Tod
Seinen letzten Auftritt hatte Steve Lee mit Gotthard am 25. September 2010 bei der Miss-Schweiz-Wahl, 10 Tage später, am 5. Oktober 2010, fuhr Lee mit seiner Freundin, einem Bandkollegen und weiteren 20 Freunden mit ihren 12 Motorrädern von Las Vegas in Richtung Mesquite/Nevada. Lee hatte sich mit dem Motorradtrip durch die USA einen lange gehegten Traum erfüllt.  Steve Lee kam am Nachmittag bei einem Verkehrsunfall auf der Interstate 15 in der Nähe von Mesquite in Nevada ums Leben. Wegen einsetzendem Regen parkte die Gruppe am Straßenrand, um sich Regenkleidung anzuziehen. Ein vorbeifahrender Lastwagen geriet außer Kontrolle und schleuderte fünf abgestellte Motorräder durch die Luft, wovon eines den Sänger erschlug. Lee verstarb noch an der Unfallstelle. Er ist auf dem Friedhof von Porza begraben.
Am 17. Oktober 2010 fand beim Hospiz auf dem Gotthardpass eine öffentliche Abschiedsfeier mit über 3000 Besuchern statt. An der Feier nahmen auch seine Band-Kollegen von Gotthard, Steve Lees Lebenspartnerin und zahlreiche Prominente teil.

## Diskografie mit Gotthard
- Siehe Diskografie Gotthard.